# ジョージ・メイソン (3世)
ジョージ・メイソン（George Mason, 1690年 - 1735年3月5日）は、バージニア植民地の代議会議員。

## 生涯
1690年、メイソンはバージニア植民地のスタッフォードで生まれた。
メイソンは1718年から1723年まで、および1726年にバージニア植民地代議会のスタッフォード郡代表を務めた。メイソンはスコットランドの商人らと友好な関係を構築し、1720年にイギリスのグラスゴーにおいて「ギルドの同胞たる代議士」との賞賛を受けた。
メイソンは1719年にバージニア植民地副総督アレクサンダー・スポッツウッドからスタッフォード郡保安官に任ぜられた。またメイソンはその後、スタッフォード郡民兵の総司令官も務めた。
メイソンはポトマック川の両岸に土地を所有し、その一部はメリーランド植民地にもまたがっていた。そしてメイソンは、チョパワムシック・プランテーションとスタンプ・ネック・プランテーションなどの農園を設立した。
1721年、トムソンはバージニア植民地検事総長スティーヴンズ・トムソンの娘、アン・トムソンと結婚した。
1735年、メイソンはバージニア植民地のスタッフォードからポトマック川を横断する途中、ボートの転覆事故に遭い、水死した。

## 家族
- 父親: ジョージ・メイソン (George Mason, 1660-1714)
- 母親: メアリー・フォーク (Mary Fowke, 1668-1704)

- 妻: アン・トムソン (Ann Thomson, 1699-1762)
  - 結婚: 1721年、バージニア植民地ウィリアムズバーグにて

- 子供:
  - ジョージ・メイソン (George Mason, 1725-1792)
  - トンプソン・メイソン (Thompson Mason, 1733-1785)